# داريل كولبيرت
داريل كولبيرت (بالإنجليزية: Darrell Colbert)‏ هو لاعب كرة قدم أمريكية أمريكي، ولد في 16 نوفمبر 1964 في بومونت في الولايات المتحدة.

## وصلات خارجية
- داريل كولبيرت على موقع مرجع كرة القدم المحترفة.كوم (الإنجليزية)